# 1967 en Nouvelle-Écosse
Chronologie de la Nouvelle-Écosse
- 1963
- 1964
- 1965
- 1966
- 1967
- 1968
- 1969
- 1970
- 1971

Cette page concerne les événements survenus en 1967 dans la province canadienne de la Nouvelle-Écosse.

## Politique
- Premier ministre : Robert Stanfield puis George Isaac Smith
- Chef de l'Opposition :
- Lieutenant-gouverneur : Henry Poole MacKeen
- Législature :

## Naissances

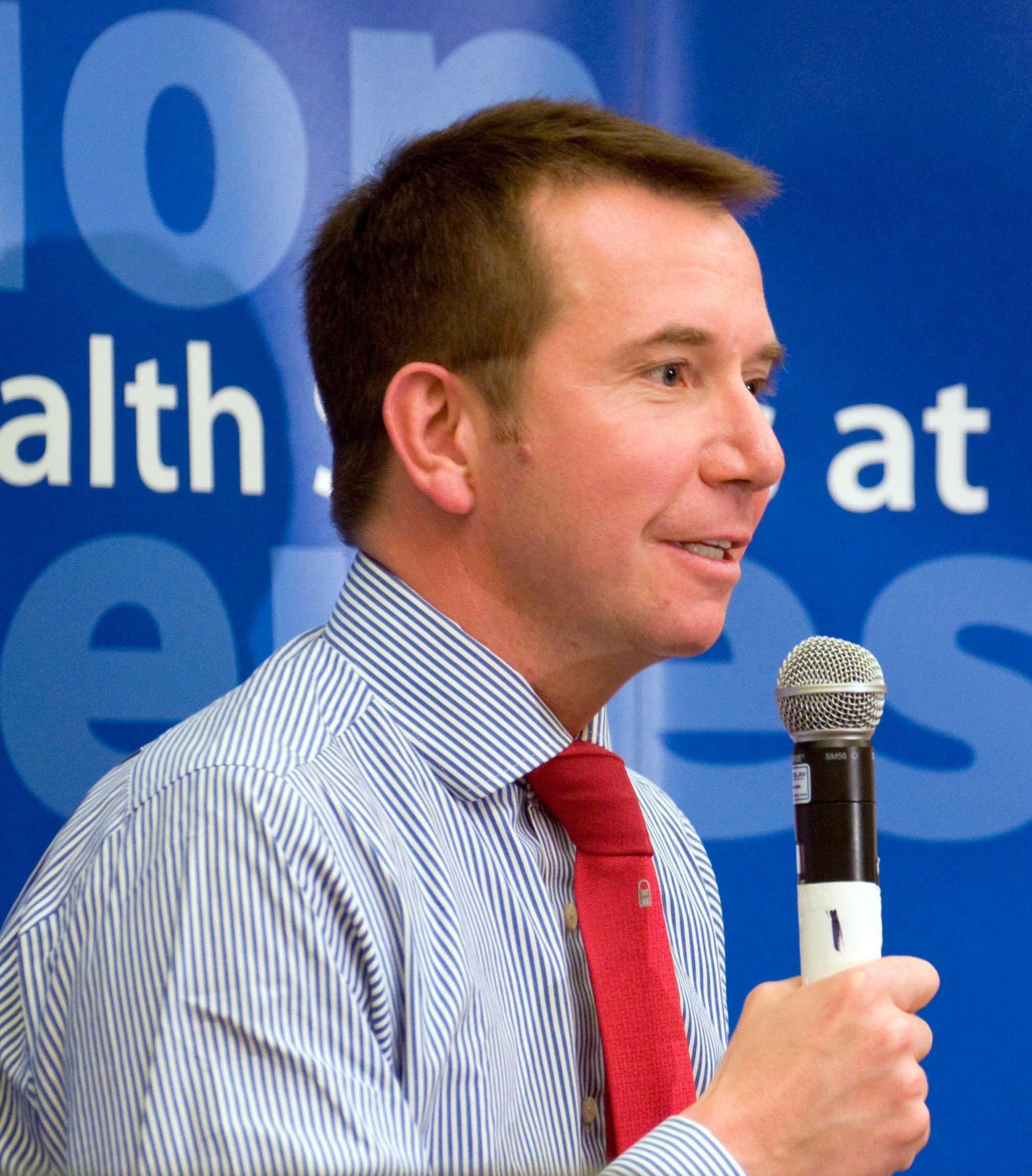
Scott Brison

- 10 mai : Scott A. Brison (né à Windsor) est un politicien canadien. Il représente actuellement le comté de Kings-Hants sous la bannière du Parti libéral du Canada.